# Akhethotep Hemi
Akhethotep Hemi va ser un oficial egipci de finals de la V dinastia. Va servir probablement sota el rei Unas. El seu màxim títol era el de djati, convertint-lo en l'oficial més important de la cort reial, només per darrere del rei. A més del títol de djati, també era «Supervisor dels tresors», «Supervisor dels escribes dels documents del rei» i «Supervisor de les golfes dobles», càrrecs importants a la cort reial.
Akhethotep Hemi és conegut principalment per la seva mastaba situada no lluny de la piràmide d'Unas, que va ser excavada i publicada per Selim Hassan. Posterior a la mort d'Akhethotep Hemi, la mastaba va serusurpada per un funcionari anomenat Nebkauher. Sovint és difícil decidir quins títols de la decoració de la tomba pertanyen a un o altre funcionari.